# Coppa Titano
La Coppa Titano è la coppa nazionale calcistica di San Marino. Ha assunto ufficialmente questo nome nel 1965, ma solo dal 1974 è stata disputata regolarmente tutti gli anni e, fino alla nascita del campionato sammarinese, lo ha sostituito in tutto e per tutto. Precedentemente venivano organizzati dalla Federazione Sammarinese Giuoco Calcio solo alcuni tornei estivi per le squadre locali, poi equiparati alla Coppa. Diventa ufficialmente la Coppa Nazionale di calcio dal 1985, anno della prima edizione del Campionato di calcio sammarinese, e tutti i tornei precedenti le sono stati equiparati.
La squadra vincitrice della Coppa Titano partecipa al primo turno preliminare della UEFA Conference League.

## Formula
La formula è stata modificata diverse volte: inizialmente era previsto un girone unico, dal 1970 al 1975 i gironi furono due (A e B), mentre nel 1976 divennero tre (A, B e C), per poi tornare due l'anno successivo, dall'edizione 1985 si tornò al formato a tre gironi, mentre dall'edizione del 2015-2016 si è passati al formato a quattro gironi (A, B, C e D)
L'ultima e definitiva modifica nella struttura del torneo risale all'edizione del 2018-2019. Attualmente le quindici squadre partecipanti entrano a partire dagli ottavi di finale, ad esclusione della campione della stagione passata che parte dai quarti di finale.

## Albo d'oro

### Tornei estivi
- 1937  Libertas
- 1950  Libertas
- 1954  Libertas
- 1958  Libertas
- 1959  Libertas
- 1961  Libertas

### Coppa Titano
- 1965  Juvenes
- 1966  Tre Fiori
- 1967  Tre Penne
- 1968  Juvenes
- 1969 Sospesa
- 1970  Tre Penne
- 1971  Tre Fiori
- 1972  Domagnano
- 1973 Sospesa
- 1974  Tre Fiori
- 1975  Tre Fiori
- 1976  Juvenes
- 1977  Dogana
- 1978  Juvenes
- 1979  Dogana
- 1980  Cosmos
- 1981  Cosmos
- 1982  Tre Penne
- 1983  Tre Penne
- 1984  Juvenes
- 1985  Tre Fiori
- 1986  La Fiorita
- 1987  Libertas
- 1988  Domagnano
- 1989  Libertas
- 1990  Domagnano
- 1991  Libertas
- 1992  Domagnano
- 1993  Faetano
- 1994  Faetano
- 1995  Cosmos
- 1996  Domagnano
- 1997  Murata
- 1998  Faetano
- 1999  Cosmos
- 2000  Tre Penne
- 2001  Domagnano
- 2002  Domagnano
- 2003  Domagnano
- 2004  Pennarossa
- 2005  Pennarossa
- 2006  Libertas
- 2006-2007  Murata
- 2007-2008  Murata
- 2008-2009  Juvenes/Dogana
- 2009-2010  Tre Fiori
- 2010-2011  Juvenes/Dogana
- 2011-2012  La Fiorita
- 2012-2013  La Fiorita
- 2013-2014  Libertas
- 2014-2015  Folgore
- 2015-2016  La Fiorita
- 2016-2017  Tre Penne
- 2017-2018  La Fiorita
- 2018-2019  Tre Fiori
- 2019-2020 Non assegnata.[1]
- 2020-2021  La Fiorita
- 2021-2022  Tre Fiori
- 2022-2023  Virtus
- 2023-2024  La Fiorita
- 2024-2025  Virtus

## Titoli vinti
| Squadra        | Titoli | Anni                                                                   |
| -------------- | ------ | ---------------------------------------------------------------------- |
| Libertas       | 11     | 1937, 1950, 1954, 1958, 1959, 1961, 1987, 1989, 1991, 2006, 2013-2014  |
| Domagnano      | 8      | 1972, 1988, 1990, 1992, 1996, 2001, 2002, 2003                         |
| Tre Fiori      | 8      | 1966, 1971, 1974, 1975, 1985, 2009-2010, 2018-2019, 2021-2022          |
| La Fiorita     | 7      | 1986, 2011-2012, 2012-2013, 2015-2016, 2017-2018, 2020-2021, 2023-2024 |
| Tre Penne      | 6      | 1967, 1970, 1982, 1983, 2000, 2016-2017                                |
| Juvenes        | 5      | 1965, 1968, 1976, 1978, 1984                                           |
| Cosmos         | 4      | 1980, 1981, 1995, 1999                                                 |
| Faetano        | 3      | 1993, 1994, 1998                                                       |
| Murata         | 3      | 1997, 2006-2007, 2007-2008                                             |
| Dogana         | 2      | 1977, 1979                                                             |
| Pennarossa     | 2      | 2004, 2005                                                             |
| Juvenes/Dogana | 2      | 2008-2009, 2010-2011                                                   |
| Virtus         | 2      | 2022-2023, 2024-2025                                                   |
| Folgore        | 1      | 2014-2015                                                              |